# 털마삭줄
털마삭줄(Trachelospermum jasminoides)은 한국 남부 섬의 산록 및 바위 위에 나는 상록 덩굴식물이다. 잎은 마주나며 가죽질, 잎자루는 짧고, 좁은 타원형, 길이 4–8 cm, 폭 2-4.5 cm, 표면은 광택이 나고, 뒷면에 털이 퍼져난다. 꽃은 흰색이지만 노란색으로 변하고, 지름 2-2.5 cm, 가지 끝이나 잎겨드랑이에 취산꽃차례로 달리며, 꽃차례에 털이 난다. 열매는 골돌, 원통형, 길이 10–15 cm, 직각 이상으로 벌어진다. 원줄기·잎은 약용으로 쓰이고 마삭줄에 비해 잎의 뒷면에 짧은 털이 난다.